# Velike Dole pri Temenici
Velike Dole pri Temenici is een plaats in Slovenië en maakt deel uit van de gemeente Ivančna Gorica in de NUTS-3-regio Osrednjeslovenska. De plaats telde 33 inwoners op 1 januari 2020.